# Пайн-Лейк (Джорджія)
Пайн-Лейк (англ. Pine Lake) — місто (англ. city) в США, в окрузі Декальб штату Джорджія. Населення — 752 особи (2020).

## Географія
Пайн-Лейк розташований за координатами 33°47′27″ пн. ш. 84°12′21″ зх. д. / 33.79083° пн. ш. 84.20583° зх. д. (33.790707, -84.205837).  За даними Бюро перепису населення США в 2010 році місто мало площу 0,68 км², з яких 0,64 км² — суходіл та 0,04 км² — водойми.

## Демографія
Згідно з переписом 2010 року, у місті мешкало 730 осіб у 362 домогосподарствах у складі 150 родин. Густота населення становила 1069 осіб/км².  Було 427 помешкань (626/км²).
Расовий склад населення:
| - 65,6 % — білих - 22,6 % — чорних або афроамериканців - 2,3 % — азіатів - 1,0 % — корінних американців - 6,0 % — осіб інших рас |

До двох чи більше рас належало 2,5 %. Частка іспаномовних становила 10,7 % від усіх жителів.
За віковим діапазоном населення розподілялося таким чином: 15,5 % — особи молодші 18 років, 78,2 % — особи у віці 18—64 років, 6,3 % — особи у віці 65 років та старші. Медіана віку мешканця становила 42,1 року. На 100 осіб жіночої статі у місті припадало 64,8 чоловіків;  на 100 жінок у віці від 18 років та старших — 63,2 чоловіків також старших 18 років.
Середній дохід на одне домашнє господарство  становив 62 961 долар США (медіана — 52 083), а середній дохід на одну сім'ю — 66 506 доларів (медіана — 57 083). За межею бідності перебувало 15,4 % осіб, у тому числі 33,7 % дітей у віці до 18 років та 8,2 % осіб у віці 65 років та старших.
Цивільне працевлаштоване населення становило 360 осіб. Основні галузі зайнятості: освіта, охорона здоров'я та соціальна допомога — 26,1 %, науковці, спеціалісти, менеджери — 18,1 %, мистецтво, розваги та відпочинок — 13,9 %.